# رده وزنی
رده‌های وزنی، دسته‌هایی از رقابت‌ها هستند که برای هماهنگ‌کردن رقبا با سایرین در اندازه خودشان استفاده می‌شوند. رده‌های وزنی در مجموعه‌ای از ورزش‌ها از جمله قایق‌رانی، وزنه‌برداری، و به‌ویژه ورزش‌های رزمی مانند بوکس، کیک‌بوکسینگ، هنرهای رزمی ترکیبی، کشتی و جوجیتسو برزیلی استفاده می‌شوند. جایگزین‌های رده‌های وزنی رسمی شامل وزن توافقی و وزن آزاد هستند.
وجود دسته‌های وزنی باعث به وجود آمدن تمرین کاهش وزن سریع می‌شود. بزرگ‌ترین فرد در یک رده وزنی بودن به‌عنوان یک مزیت در نظر گرفته می‌شود؛ بنابراین بسیاری از ورزشکاران از طریق رژیم غذایی و کم‌آبی قبل از وزن‌کشی وزن کم می‌کنند تا واجد شرایط یک دسته وزنی پایین‌تر شوند.

## مقایسه
در زیر حداکثر وزن‌های انتخاب شده برای دسته‌های اصلی در ورزش‌های مختلف آورده شده است.
| دسته‌بندی‌ها   | بوکس (کیلوگرم) | هنرهای رزمی ترکیبی (کیلوگرم) | کیک‌بوکسینگ (کیلوگرم) (وان) | جوجیتسو برزیلی (کیلوگرم) | جودو (کیلوگرم) |
| ------------ | -------------- | ---------------------------- | -------------------------- | ------------------------ | -------------- |
| سنگین‌وزن     |                |                              |                            |                          | +۱۰۰           |
| نیمه‌سنگین‌وزن | ۷۹٫۴           | ۹۳٫۰                         | ۱۰۲٫۱                      | ۸۸٫۳                     |                |
| میان‌وزن      | ۷۲٫۶           | ۸۳٫۹                         | ۹۳                         | ۸۲٫۳                     | ۹۰             |
| ولتروزن      | ۶۶٫۷           | ۷۷٫۱                         | ۸۳٫۹                       |                          |                |
| سبک‌وزن       | ۶۱٫۲           | ۷۰٫۳                         | ۷۷٫۱                       | ۷۶                       | ۷۳             |
| پروزن        | ۵۷٫۲           | ۶۵٫۸                         | ۷۰٫۳                       | ۷۰                       |                |
| خروس‌وزن      | ۵۳٫۵           | ۶۱٫۲                         | ۶۵٫۸                       | ۵۷٫۵                     |                |
| مگس‌وزن       | ۵۰٫۸           | ۵۶٫۷                         | ۶۱٫۲                       |                          |                |